# Rytisaari (ö i Norra Österbotten, Koillismaa, lat 66,14, long 29,26)
Rytisaari är en ö i Finland. Den ligger i sjön Rukajärvi östligaste delen och i kommunen Kuusamo i den ekonomiska regionen  Koillismaa ekonomiska region  och landskapet Norra Österbotten, i den nordöstra delen av landet, 700 km norr om huvudstaden Helsingfors. Öns area är 1,1 hektar och dess största längd är 160 meter i sydväst-nordöstlig riktning.